# Odynerus rubripes
Odynerus rubripes är en stekelart som beskrevs av André 1884. Odynerus rubripes ingår i släktet lergetingar, och familjen Eumenidae. Inga underarter finns listade i Catalogue of Life.